# 湖景 (阿拉巴马州)
湖景（英文：Lake View），是美国阿拉巴马州下属的一座城市。面积约为1.6平方英里（约合4.14平方公里）。根据2010年美国人口普查，该市有人口1,943人，人口密度为1,216.66/平方英里（约合469.32/平方公里）。